# 霹破石
40°24′03″N 116°11′11″E / 40.400736°N 116.186364°E
霹破石位于中国北京延庆区大庄科乡霹破石村。为一天然巨石，裂有大缝，周长14米，高8米，凿有台阶可上，石上建有玄天上帝庙。1993年公布为县级文物保护单位。

石上之庙供奉玄天上帝

1982年在霹破石南侧刻有《颂石峰》诗一首，东侧刻有“霹破石”三字。石上生有流苏树，树龄约300年，列入延庆区国家一级古树名木保护名录（树号0814）。